# Нітченко Роман Федорович
Рома́н Фе́дорович Нітченко (6 січня 1989, м. Городня, Чернігівська область — 5 грудня 2014, с. Піски, Донецька область  — старший солдат 93-ї механізованої бригади «Холодний Яр» Збройних сил України, учасник російсько-української війни.

## Короткий життєпис
Закінчив Городнянську ЗОШ № 2. Будівельник, працював у Республіці Білорусь та РФ.
15 серпня 2014-го мобілізований, начальник обслуги мінометного розрахунку, 93-а окрема механізована бригада.
5 грудня 2014-го загинув під час обстрілу, вчиненого терористами в районі селища Піски, тоді ж полягли майор Сергій Рибченко, молодший сержант Андрій Михайленко, солдати Євген Капітоненко, Сергій Шилов та Володимир Жеребцов.
Станом на 15 січня 2015-го був у списку тих, хто пропав безвісти. Упізнаний за аналізами ДНК.
Вдома лишились батьки, дві старші сестри. Похований у Городні 28 лютого 2015-го.

## Нагороди та вшанування
За особисту мужність і героїзм, виявлені у захисті державного суверенітету та територіальної цілісності України, вірність військовій присязі під час російсько-української війни, відзначений — нагороджений
- 27 червня 2015 року — орденом «За мужність» III ступеня.
- 8 травня 2015 року на будівлі Городнянської загальноосвітньої школи № 2 встановлена меморіальна дошка[2] та встановлено пам'ятний знак на міській Алеї Героїв[3].
- 30 листопада 2021 року — Почесна відзнака Чернігівської обласної ради «За мужність і вірність Україні»[4].

Вшановується в меморіальному комплексі «Зала пам'яті», в щоденному ранковому церемоніалі 5 грудня.